# Beauty in Black
Beauty in Black är en amerikansk dramaserie som hade premiär på Netflix den 24 oktober 2024. Den första säsongen består av 16 avsnitt.

## Handling
Den första säsongen kretsar kring en strippas liv som tar en oväntad vändning när hon möter en rik, dysfunktionell familj.

## Rollista (i urval)
| Taylor Polidore | – Kimmie  |
| Crystle Stewart | – Mallory |
| Ricco Ross      | – Horace  |
| Debbi Morgan    | – Olivia  |
| Richard Lawson  | – Norman  |